# Ivan Necevski
Ivan Necevski (ur. 25 lutego 1980 w Sydney) – australijski piłkarz, grający na pozycji bramkarza.
W pierwszej lidze australijskiej debiutował w listopadzie 2006 roku jako zawodnik Newcastle Jets. W 11. minucie wyjazdowego meczu z Melbourne Victory zastąpił kontuzjowanego Bena Kennedy'ego. Rozegrał bardzo dobry mecz, zachowując czyste konto.
W kolejnym sezonie przeszedł do niższej klasy rozgrywkowej, do Blacktown City. W maju 2007 roku znalazł się na zestawionej przez  FourFourTwo liście dziesięciu najlepszych piłkarzy w Australii, nie grających w pierwszej lidze. Miesiąc później podpisał dwuletni kontrakt z Sydney FC.